# Smarkata
Smarkata – struga, prawobrzeżny dopływ Trześniówki o długości 17 km. Ma źródła we wsi Hadykówka. Płynie na północny zachód przez Puszczę Sandomierską. Smarkatą zasilają dopływ z Chlistaw, dopływ z Kamionki, kanał Korczak i rów Gawrynówka. Koryto Smarkatej na nieuregulowanym, środkowym odcinku jest meandrujące. 75% długości koryta zostało uregulowane na początku XX wieku. Dno strugi jest piaszczyste, miejscami gliniaste. Smarkata jest rzeką o wodach wysokiej klasy czystości. W jej dolinie występują liczne starorzecza oraz dwa torfowiska niskie o powierzchni 7 ha. Podkarpackie Towarzystwo Przyrodników Wolne Rzeki proponowało utworzenie rezerwatu przyrody o powierzchni 195,8 ha, obejmującego siedmiokilometrowy odcinek Smarkatej. Ostatecznie w 2024 powołano rezerwat przyrody Dolina Smarkatej o powierzchni 55,94 ha.
W dolinie Smarkatej stwierdzono występowanie ponad 300 gatunków zwierząt, roślin, śluzowców i grzybów. Występują tu m.in. następujące gatunki zwierząt objęte ścisłą ochroną: modraszek telejus, modliszka zwyczajna, wilga zwyczajna, grubodziób zwyczajny, sóweczka, żuraw, gąsiorek, dzięcioł średni, strzyżyk zwyczajny, dzięcioł duży, kowalik zwyczajny, bogatka, puszczyk, gatunki objęte częściową ochroną: rak szlachetny, żaba trawna, śliz pospolity, bóbr europejski i wydra europejska. Z pozostałych gatunków występują m.in.: karaś pospolity, karaś srebrzysty, okoń pospolity, łoś euroazjatycki, lis rudy, sarna europejska, dzik euroazjatycki, kuna leśna, jeleń szlachetny. Florę doliny Smarkatej reprezentują m.in. następujące gatunki roślin częściowo chronionych: gajnik lśniący, płonnik pospolity, torfowiec frędzlowany, torfowiec błotny, bagno zwyczajne, pływacz zwyczajny, wawrzynek wilczełyko, widłak jałowcowaty i widłak goździsty.